# Mauritius ai Giochi della XXXIII Olimpiade
Mauritius ha partecipato ai Giochi della XXXIII Olimpiade, svoltisi a Parigi dal 26 luglio all'11 agosto 2024, con una delegazione di 13 atleti, 7 uomini e 6 donne, in 7 sport e in 8 discipline. È stata l'undicesima presenza consecutiva della nazione alle Olimpiadi estive, dal debutto ufficiale nel 1984.

## Delegazione
| Sport            | Uomini | Donne | Totale |
| ---------------- | ------ | ----- | ------ |
| Atletica leggera | 1      | 1     | 2      |
| Badminton        | 1      | 1     | 2      |
| Ciclismo         | 1      | 2     | 3      |
| Judo             | 1      | 0     | 1      |
| Nuoto            | 1      | 1     | 2      |
| Triathlon        | 1      | 0     | 1      |
| Vela             | 1      | 1     | 2      |
| Totale           | 7      | 6     | 13     |